# Гідродинамічна вальниця

Гідродинамічна упорна вальниця (конструкція)

Гідродинамічна вальниця (рос. гидродинамический подшипник, англ. hydrodynamic bearing) — це вальниця ковзання з мастилом, в якому тримальний оливний шар створюється при обертанні шпинделя внаслідок прилипання оливи до поверхонь шийки й вкладки й затягування її в клиновий зазор між робочими поверхнями в результаті взаємодії між частинками оливи. Для переміщення в′язкої рідини з області з низьким тиском в область підвищеного тиску витрачається енергія від зовнішнього джерела. Прилиплий змащувальний матеріал до робочої поверхні чинить опір стиранню і рухається в область з підвищеним тиском. Точка найбільшого тиску знаходиться на деякій відстані перед точкою мінімального зазору. Вздовж шийки тиск розподіляється за законом, близьким до параболічного. Гідродинамічні вальниці ще називають гіродинамічними опорами.

## Принцип роботи гідродинамічної вальниці
Принцип роботи заснований на гідродинамічному ефекті, що полягає у виникненні підіймальної сили в зазорі між рухомими тілами, які розділені шаром рідини чи газу. Сила збільшується з приростом швидкості руху і зменшенням зазору, вона є рівнодійною тисків масляного клину.

## Класифікація гідродинамічних вальниць

### Одноклинові

Гідродинамічні одноклинові вальниці
Шпиндельна вальниця з осьовим регулюванням зазору
Схема одноклинової гідродинамічної вальниці

Якщо у вальниці є один звужувальний зазор, який утворює один оливний клин то така вальниця називається одноклиновою.
Одноклинові вальниці прецизійних і швидкохідних шпинделів мають низку недоліків, з яких найбільш суттєвим є те, що вони не забезпечують стабільне положення шпинделя при великих швидкостях і малих навантаженнях. Проте конструктивно вони простіші. Прикладом такої вальниці може бути вальниця з осьовим регулюванням зазору.
Одноклинова вальниця з осьовим регулюванням зазору
Конічна розрізна вкладка 3 входить у конічний отвір втулки 2 або корпуса. У разі осьового переміщення вкладками гайками 1 і 4 вона деформується і в результаті змінюється зазор, але спотворюється форма вкладки. Нещільне прилягання вкладки до отвору знижує жорсткість опори. Для усунення цього явища в розріз вкладки, яка має форму ластівчиного хвоста, вводять головки болтів 5, аналогічної форми. Під час затягування болтів вкладка розширюється і притискається до поверхні отвору, спотворення отвору вкладки зменшується, тому й підвищується жорсткість опори. Проте в сучасних верстатах вкладки такого типу зустрічаються рідко.

### Багатоклинові

Гідродинамічні багатоклинові вальниці
Шпиндельна вальниця з осьовим регулюванням зазору
Схема багатоклинової гідродинамічної вальниці

Вальниці, які мають декілька оливних клинів, забезпечуючи цим більш високу точність і положення осі шпинделя, називають багатоклиновими. 
У багатоклинової вальниці оливні клини взаємно навантажують один одного, що у багато разів перевищує зовнішнє навантаження і забезпечує стабільне положення осі шпинделя у разі неробочого обертання і під навантаженням. Багатоклинові вальниці найбільш повно відповідають вимогам, які ставляться до шпиндельних вальниць. 
Багатоклинова вальниця з осьовим регулюванням зазору
Тонкостінна вкладка має три або більше виступів, які спираються на конічну поверхню отвору корпусу. За осьового зміщення вкладки 2 з допомогою гайки 1 вона деформується і, між поверхнею шийки шпинделя і внутрішньою поверхнею вкладки утворюються сегментоподібні кишені, в яких розміщується мастило. Таким чином утворюється декілька оливних клинів. Мінімальний зазор становить 0,002-0,003 мм. Завдяки малому зазору і наявності декількох оливних клинів вальниці цього типу забезпечують високу стабільність положення осі шпинделя. Змащування вальниць здійснюється гасом або сумішшю гасу з оливою. Вальниця відрізняється низькою тримкістю і використовується за навантаження, яке не перевищує 1 кН. Недоліком даної конструкції є також складність обробки, яка повинна бути виконана з дуже високою точністю.
Такі вальниці мають явну перевагу над одноклиновими, забезпечуючи: стійке обертання шпинделя за малих зовнішніх навантажень та великих швидкостей ковзання; мають високу жорсткість тримальних оливних клинів; дають змогу регулювати величину діаметрального зазору без спотворення форми робочих поверхонь; мають меншу температуру внаслідок кращих умов тепловідведення.

## Конструктивні параметри гідродинамічних вальниць
Конструктивні параметри гідродинамічних вальниць визначаються, виходячи з діаметра {\displaystyle {\mathsf {D}}} шийки шпинделя, який вибраний з умов необхідної жорсткості. Довжина {\displaystyle {\mathsf {L}}} сегмента в осьовому напрямку  і довжина дуги охоплення {\displaystyle {\mathsf {B}}}, см приймається зі співвідношення 
{\displaystyle L=0,75\cdot {\mathit {D}}} {\displaystyle B\approx {\mathit {0,5}}\cdot {\mathit {D}}}
{\displaystyle {\mathit {D}}} - діаметр шийки шпинделя
Діаметральний зазор, мкм
{\displaystyle \Delta \ =3\cdot {\mathit {D}}}

## Розрахунок багатоклинової гідродинамічної вальниці
Визначається вантажна здатність {\displaystyle {\mathsf {\mathit {F}}}_{\delta }}. За умови навантаження на кожний сегмент, у разі зміщення центру шпинделя під дією зовнішнього навантаження рівному нулю:
де
Вантажна здатність вальниці {\displaystyle {\mathsf {\mathit {F}}}_{\delta }} дорівнює
{\displaystyle {\mathit {F}}_{\delta }\ ={\sum _{1}^{k}{\vec {F}}_{i}}} 
де {\displaystyle {\mathsf {\mathit {k}}}} - кількість сегментів.
Вантажна здатність дорівнює нулю у разі відсутності зовнішніх сил, найбільше її значення {\displaystyle \left({\mathit {F}}_{\delta }\right)_{max}} відповідає мінімально допустимому зазору {\displaystyle {\mathsf {\mathit {h}}}_{min}} у вальниці; звичайно {\displaystyle {\mathit {h}}_{min}={\frac {\Delta }{3}}}, що дає змогу одержати для вальниці з трьома сегментами таку наближену залежність, Н:
{\displaystyle \left({\mathit {F}}_{\delta }\right)_{max}=0,036\cdot {\mathit {n}}\cdot {\mathit {D}}^{2}}
Жорсткість гідродинамічних опор визначається не стільки жорсткістю шару мастила {\displaystyle {\mathit {j}}_{m}}, скільки жорсткістю елементів і спряжень конструкції вальниці {\displaystyle {\mathit {j}}_{k}}.
Сумарна жорсткість опори, Н/мм:
За малих навантажень, а відповідно, невеликих відносних зміщень для вальниці з трьома сегментами:
і за великою частотою обертання шпинделя вона виявляється дуже високою. Але жорсткість елементів конструкції у разі дотику сегментів з опорними поверхнями не перевищує 250...300 Н/мкм:
{\displaystyle {\mathit {j}}_{k}\ =125\cdot {\mathit {d}}\cdot {\mathit {c}}^{2}}, 
де {\displaystyle {\mathit {d}}_{c}} - діаметр опорної півсфери, см; звичайно {\displaystyle {\mathit {d}}_{c}=1,5..2,5} см.

## Сфери застосування гідродинамічних вальниць
Гідродинамічні вальниці одержали найбільш широке застосування в машинах завдяки простоті конструкції, хоча в періоди пуску, повільного прокручування й зупинки вони працюють в умовах граничного змащення, або навіть «сухого» тертя  (див. режими змащення).
- У прецизійних сучасних верстатах які працюють за невеликими навантаженнями, особливо в шліфувальних, зустрічається гідродинамічна вальниця з нерозрізною конічною вкладкою (вальниця "Макензен"-Японія).
- Використання гідродинамічних вальниць ковзання замість вальниць кочення в комп’ютерних HDD (Hard Disk Drive) дає можливість регулювати швидкість обертання шпинделів в широкому діапазоні, зменшити шум і вплив вібрацій на роботу пристроїв, тим самим дозволивши збільшити швидкість передачі даних і забезпечити збереження записаної інформації, а також – створити компактніші HDD (0,8-дюймові). Проте є ряд недоліків: високі втрати на тертя і, отже, знижений коефіцієнт корисної дії (0,95… 0,98);необхідність в безперервному змащенні; нерівномірний знос вальниць і цапфи; застосування для виготовлення вальниць дорогих матеріалів.
- У насосах, наприклад у циркуляційному насосі реактора РБМК-1000.
- У вентиляторах(cooler) для охолодження комп'ютерного процесора. Використання такого виду вальниць дозволяє зменшити шум і підвищити ефективність системи охолодження. Відзначається, що гідродинамічна вальниця навіть на початковому етапі своєї роботи виявляється тихішою від вальниці ковзання, що вважається найтихішою, ну і звичайно, вона тихіша двох вальниць кочення. Після закінчення певного періоду експлуатації вона не втрачає свої акустичні властивості й не стає гучнішою, на відміну від інших вальниць.

## Цікаві відомості про гідродинамічні вальниці

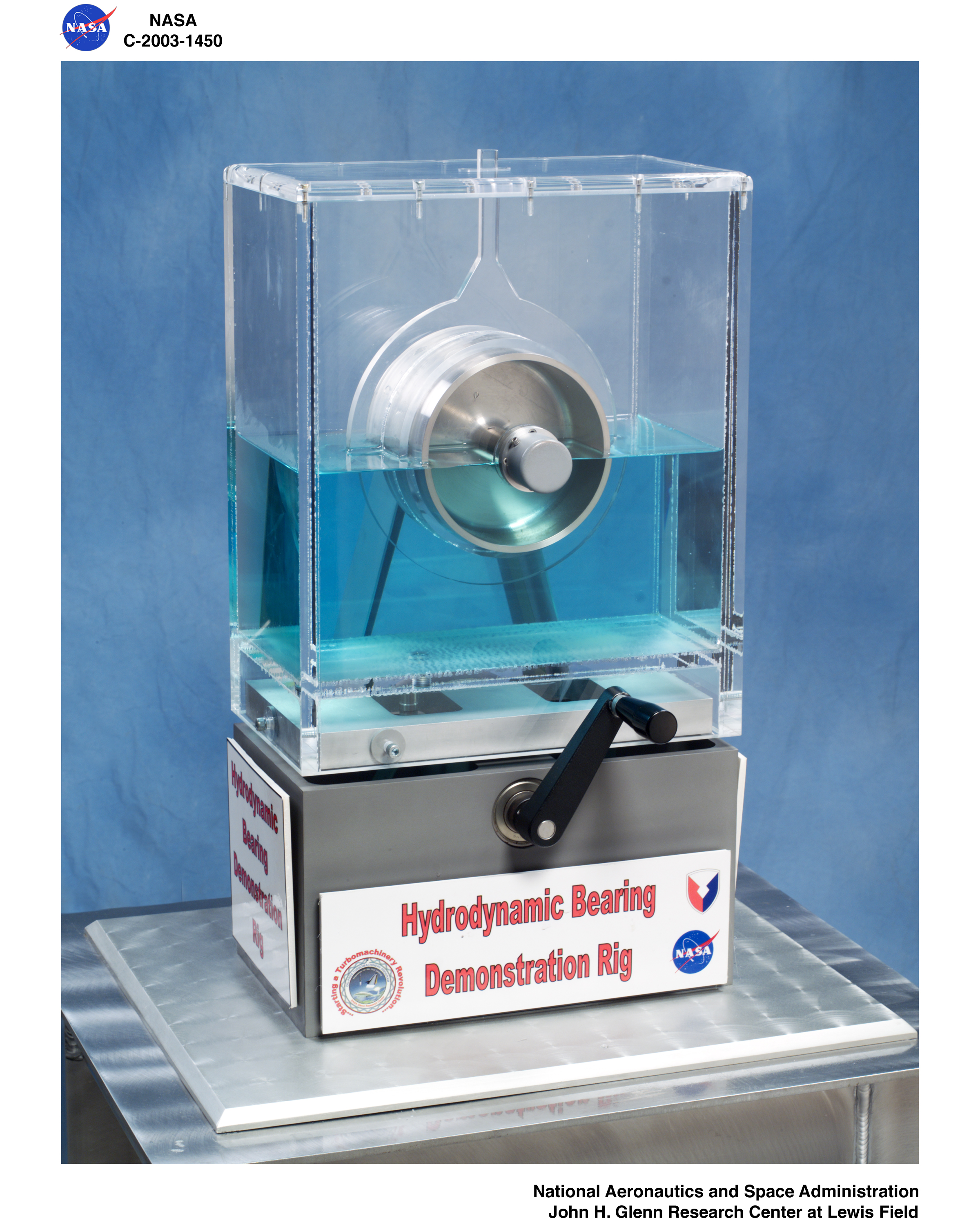
Демонстрація гідродинамічної вальниці

На міжнародному щорічному семінарі з питань технології машинобудування був продемонстрований новий зразок гідродинамічної вальниці. Його особливістю полягає в тому, що робоча рідина приводиться в дію ручним насосом (важелем рукоятки). По ходу обертання важеля, під дією накачаного повітря, формується плівка натягу на поверхні рідини між поверхнями ковзання. Більшої швидкості та навантаження можна досягнути шляхом регулювання обертового моменту з панелі керування та індикації.